# Agatha Christie Memorial

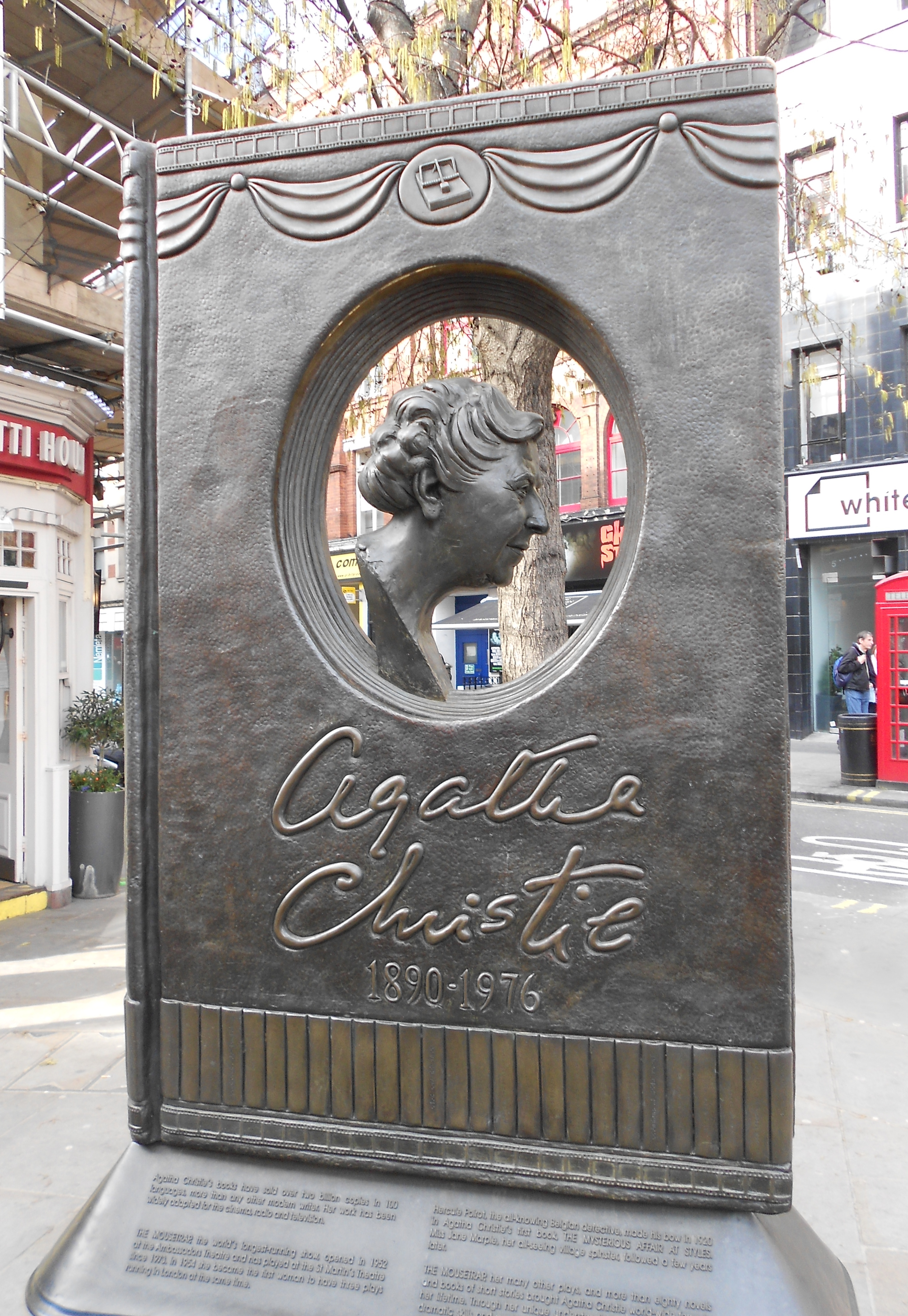
Agatha Christie Memorial, 2013

Agatha Christie Memorial är ett minnesmärke över författaren och dramatikern Agatha Christie, beläget i korsningen mellan Cranbourn Street och Great Newport Street vid St Martin's Cross nära Covent Garden i London, Storbritannien.

## Beskrivning och historia
Minnesmärket ligger i hjärtat av Londons teaterdistrikt. Detta valdes för att hylla Christies bidrag till teatern: hennes mordmysteriepjäs Råttfällan från 1952 är världens längsta show som fortfarande spelas, och hon var den första kvinnliga dramatikern som hade tre pjäser som spelades samtidigt i West End.
Minnesmärket föreställer en bok med Christie i centrum. Den är cirka 2,4 meter hög och gjord av brons. Den belyses både underifrån och inifrån. En inskription på framsidan lyder: "Agatha Christie 1890–1976". Den designades av skulptören Ben Twiston-Davies.
Idén att skapa detta minnesmärke föddes av Christies barnbarn Mathew Prichard tillsammans med Sir Stephen Waley-Cohen, producent av Råttfällan sedan 1994. Westminster City Council gav formellt godkännande och gav råd om dess konstruktion. Även om en byst av Christie redan hade rests i hennes födelsestad Torquay var detta det första minnesmärket som restes i London, enligt Twiston-Davies. Minnesmärket avtäcktes den 25 november 2012 för att fira 60-årsjubileet av Råttfällan.
På minnesmärket finns några titlar på hennes mest populära böcker och pjäser, på engelska och på några av de många språk som Christies verk har översatts till. Titlarna som ingår valdes ut i en tävling bland hennes fans. Detaljerna i inskriptionerna kan ses på den officiella webbplatsen.

## External links
- West End to get Agatha Christie memorial (8 August 2012), BBC
- Agatha Christie memorial to be erected by Alison Flood (10 August 2012), The Guardian